# Доля ты русская, долюшка женская
«Доля ты русская, долюшка женская» — советский немой чёрно-белый фильм 1922 года. Первый художественный фильм студии «Ленфильм». Название фильма — реминисценция стихов Николая Алексеевича Некрасова, ставших символом трудной судьбы женщины-крестьянки. Фильм не сохранился.
До 1922 года Петроградский кинокомитет, будущий «Ленфильм», снимал только агитационные картины. Всего в 1922 году в СССР было выпущено шесть игровых фильмов. Фильм не являлся агитационным, тем не менее киножурнал АРК рекомендовал использовать его «как материал для женотдельской работы в качестве иллюстрации положения женщин до революции».
В работе над фильмом участвовал оператор Николай Козловский, снявший до этого в 1908 году первый русский художественный фильм «Понизовая вольница». В фильме «Доля ты русская» состоялся актёрский дебют в кино будущего режиссёра Григория Александрова и актрисы Вероники Бужинской.

## Сюжет
Фильм утрачен и сюжет в подробностях не известен. По утверждению киноведа Александра Позднякова «Доля ты русская, долюшка женская» является первой советской мелодрамой.
Действие разворачивается на селе. Главная героиня Мариша, родом из зажиточной крестьянской семьи, влюбляется в кучера Якова, но её отец противится такому браку. Влюблённая пара вынуждена встречаться тайком. С рождением у Мариши ребёнка Яков прекращает с ней отношения. Молодая мать не выдерживает давления со стороны деревенских обывателей и решается на уход из жизни вместе с ребёнком, бросившись в реку с сыном на руках.

### Актёры и роли
- Н. Гасилов — Егор, зажиточный крестьянин
- Урсула Круг — Анна, жена Егора
- Елена Чайка — Мариша, дочь Егора
- Григорий Александров — Василий, сын Егора
- Вероника Бужинская — Марья, жена Василия
- Лазарь Анци-Половский — Пантелеймон, собутыльник Егора
- Василий Кожура — Яков, кучер помещика
- Фёдор Мишин — отец Мефодий, сельский священник
- Д. Броневицкий — помещик
- Мария Багильдз — помещица
- А. Рудин — молодой цыган
- Е. Клименко — старая цыганка